# Iluntzar
Iluntzar es una entidad de población española del municipio de Marquina-Jeméin, perteneciente a la provincia de Vizcaya, en la comunidad autónoma del País Vasco.

## Toponimia
El nombre del lugar puede aparecer referido con las grafías «Iluntzar», «Ilunzar» e «Illunzar».

## Historia
Hacia mediados del siglo XIX, el lugar, un barrio por entonces perteneciente al municipio de Marquina, tenía contabilizadas veintiocho casas y una población de 147 habitantes. Aparece descrito en el noveno volumen del Diccionario geográfico-estadístico-histórico de España y sus posesiones de Ultramar de Pascual Madoz con las siguientes palabras:

ILUNZAR: barrio en la prov. de Vizcaya, part. jud. y térm. de Marquina: es uno de los cuatro barrios que tiene la v. pobl. 33 vec., 147 almas.
(Madoz, 1847, p. 415)

En la actualidad, pertenece al municipio de Marquina-Jeméin. En 2023, la entidad singular de población tenía empadronados 88 habitantes.